# Thiago Silva (borac)
Thiago Anderson Ramos da Silva (São Carlos, São Paulo, Brazil), brazilski je borac mješovitih borilačkih vještina (eng. Mixed Martial Arts, MMA). Crni pojas u Brazilskom džiju-džicuu je dobio pod trenerom Jorgeom Patinom. Trenutačno se bori u poluteškoj kategoriji Ultimate Fighting Championship organizacije, a trenira u Imperial Athletics (također poznati kao Blackzilians).

## Životopis
Thiago Silva rođen je 11. studenoga 1982. u São Carlosu. Kada je imao 13 godina, pobjegao je od kuće zbog očevog nasilja i više nikada nije vidio svoju majku i brata. Živio je u favelama i sirotinjskim četvrtima São Paula. S 18 godina počeo je trenirati mješovite borilačke vještine, ali je zbog neimaštine često bio primoran birati između prehrane i treninga.
Silva trenutačno živi u Coconut Creeku u Floridi sa suprugom Thaysom koja također ima crni pojas u brazilskom džiju-džicuu.

## Karijera u mješovitim borilačkim vještinama

### Početak karijere
Prije dolaska u UFC, Silva je bio u devet borbi i pobijedio u svakoj od njih. Od toga je broja sedam pobjeda bilo nokautom i jedna predajom suparnika. Osvojio je i Fury FC 2 Grand Prix u 2006. godini.

### Ultimate Fighting Championship
Prva borba u sklopu UFC-a bila mu je protiv Jamesa Irvina na UFC 71. Irvin je tijekom prve runde ozljedio koljeno i nije mogao nastaviti borbu, zbog čega je Silva pobijedu odnio tehničkim nokautom. Sljedeća borba bila mu je protiv debitanta Tomasza Drawala na UFC 75, koju je pobijedio tehničkim nokautom u drugoj rundi.
Zbog dotadašnje dvije pobjede, Silva je, boreći se po prvi puta na glavnoj priredbi, održao meč protiv Houstona Alexandera na UFC 78. Silva je dominirao u borbi i sredinom prve runde pobijedio Alexandera nokautom.
Sljedeća borba trebala mu je biti protiv Rashada Evansa na UFC 84, ali došlo je do promjene u uparivanju pa se Silva ipak borio s debitantom Antoniom Mendesom. Mendes ga je tokom prve runde udarcem nogom u glavu bacio u nokdaun, ali Silva je ipak odnio pobjedu kasnijom uspješnom obranom.
Zatim se trebao boriti protiv dotad neporaženog Lyota Machide na UFC 89, ali zbog ozljede na treningu borba je odgođena za UFC 94. Tada je Machida pobijedio nokautom prije samog kraja prve runde, što je Silvi bio prvi poraz karijere.
Borba protiv Forresta Griffina, nekadašnjeg prvaka poluteške kategorije, propala je zbog planova predsjednika Dane Whitea. Suparnik na UFC 102 mu je iz tog razloga bio Keith Jardine. Početkom borbe, Silva je Jardinea aperkatom bacio u nokdaun i potom meč dokrajčio s četiri vezana udarca.
Sljedeća mu je borba održana na UFC 108, napokon protiv prethodnog prvaka poluteške kategorije Rashada Evansa, koji je i dugogodišnji prijatelj te sparing partner Keithu Jardineu. Zbog svoje agresivnosti i kontrole borbe, Evans je pobijedio sudačkom odlukom s 29 : 28 iako je Silva u trećoj rundi uspio baciti Evansa u nokdaun. Time je Silva pretrpio drugi poraz u MMA karijeri. Doktori su kasnije potvrdili da je Silva zadobio ozljedu leđa.
Sljedeća borba trebala je biti protiv Tima Boetscha na UFC 117, ali je otkazana zbog Silvine ozljede.
Na UFC 125 priredbi borio se protiv Brandona Vere. Silva je dominirao cijelom borbom i pobijedio sudačkom odlukom, a Vera je iz borbe izašao s teškom ozljedom nosa.

### Doping poslije UFC 125
Sljedeća mu je borba trebala biti protiv još jednog prethodnog prvaka poluteške kategorije, Quintona Jacksona, na UFC 130, ali meč nije održan zbog Silvinog pada na kontroli dopinga nakon borbe s Verom.
Silva je 30. ožujka 2011. godine priznao da je koristio zabranjene supstance. Nakon saslušanja, atletska komisija je Silvu zbog dostavljanja lažnog uzorka urina suspendirala na jednu godinu te propisala globu od 20 000 američkih dolara. Borba s Verom je proglašena nepostojećom (eng. no contest).

### Nakon Suspenzije
Nakon jednogodišnje suspenzije, Silva se trebao boriti u revanšu s Brandonom Verom na UFC on Fuel TV 3, ali Vera je odustao zbog ozljede i kasnije je zamijenjen Igorom Pokrajcem. Poslije je najavljeno da se Silva bori protiv mlade nade Alexandera Gustafssona na UFC on Fuel TV 2. Gustafsson se borio pred domaćom publikom u Švedskoj i pobijedio sudačkom odlukom. Silva je pretrpio treći poraz u svojoj karijeri.
Sljedeća borba je trebala biti protiv prethodnog prvaka poluteške kategorije Mauricia Rue na UFC 149, ali Silva je zbog ozljede odustao od borbe.
Sljedeću borbu je odradio protiv Stanislava Nedkova na UFC on Fuel TV 6. Silva je pobijedio predajom suparnika u trećoj rundi.

## Prvenstva i postignuća

### Mješovite borilačke vještine
- Ultimate Fighting Championship
  - Predaja večeri (jednom)
- Fury FC 2: Final Combat
  - 2006 Fury FC 2 GP – pobjednik

### Brazilski džiju-džicu
- Državni turnir – Pobjednik
- Crni pojas u Brazilskom džiju-džicuu

## MMA borbe
| Rezultat   | Omjer      | Protivnik              | Način                                       | Turnir                               | Datum              | Runda | Vrijeme | Mjesto održavanja       | Bilješke                                                  |
| ---------- | ---------- | ---------------------- | ------------------------------------------- | ------------------------------------ | ------------------ | ----- | ------- | ----------------------- | --------------------------------------------------------- |
| pobjeda    | 15 : 3 (1) | Stanislav Nedkov       | predaja (ključ na vratu)                    | UFC on Fuel TV: Franklin vs. Le      | 10. studenog 2012. | 3     | 1:45    | Cotai, Macau, Kina      |                                                           |
| poraz      | 14 : 3 (1) | Alexander Gustafsson   | odluka (jednoglasna)                        | UFC on Fuel TV: Gustafsson vs. Silva | 14. travnja 2012.  | 3     | 5:00    | Stockholm, Švedska      |                                                           |
| nema borbe | 14 : 2 (1) | Brandon Vera           | nema borbe (poništeno od atletske komisije) | UFC 125: Resolution                  | 1. siječnja 2011.  | 3     | 5:00    | Las Vegas, Nevada, SAD  | Originalno pobjeda sudačkom odlukom, pad na doping testu. |
| poraz      | 14 : 2     | Rashad Evans           | sudačka odluka (jednoglasna)                | UFC 108: Evans vs. Silva             | 2. siječnja 2010.  | 3     | 5:00    | Las Vegas,Nevada SAD    |                                                           |
| pobjeda    | 14 : 1     | Keith Jardine          | nokaut (udarci)                             | UFC 102: Couture vs. Nogueira        | 29. kolovoza 2009. | 1     | 1:35    | Portland, Oregon, SAD   |                                                           |
| poraz      | 13 : 1     | Lyoto Machida          | nokaut (udarci)                             | UFC 94: St-Pierre vs. Penn 2         | 31. siječnja 2009. | 1     | 4:59    | Las Vegas, Nevada, SAD  |                                                           |
| pobjeda    | 13 : 0     | Antonio Mendes         | predaja (udarci)                            | UFC 84: Ill Will                     | 24. svibnja 2008.  | 1     | 1:24    | Las Vegas, Nevada, SAD  |                                                           |
| pobjeda    | 12 : 0     | Houston Alexander      | nokaut (udarci)                             | UFC 78: Validation                   | 17. studenog 2007. | 1     | 3:25    | Newark, New Jersey, SAD |                                                           |
| pobjeda    | 11 : 0     | Tomasz Drwal           | tehnički nokaut(udarci)                     | UFC 75: Champion vs. Champion        | 8. rujna 2007.     | 2     | 4:23    | London, Engleska, UK    |                                                           |
| pobjeda    | 10 : 0     | James Irvin            | tehnički nokaut (ozljeda koljena)           | UFC 71: Liddell vs. Jackson          | 26. svibnja 2007.  | 1     | 1:06    | Las Vegas, Nevada, SAD  | UFC debi                                                  |
| pobjeda    | 9 : 0      | Tatsuya Mizuno         | nokaut (udarac nogom u glavu)               | Pancrase: Rising 2                   | 28. veljače 2007.  | 1     | 4:29    | Tokyo, Japan            |                                                           |
| pobjeda    | 8 : 0      | Vitor Vianna           | tehnički nokaut(ozljeda ruke)               | Fury FC 2: Final Combat              | 30. studenog 2006. | 1     | 1:50    | São Paulo, Brazil       | Fury FC 2 GP pobjednik                                    |
| pobjeda    | 7 : 0      | Claudio Godoi          | nokaut (udarci)                             | Fury FC 2: Final Combat              | 30. studenog 2006. | 1     | 2:06    | São Paulo, Brazil       |                                                           |
| pobjeda    | 6 : 0      | Dino Pezao             | tehnički nokaut(udarci)                     | Show Fight 5                         | 9. studenog 2006.  | 1     | 4:34    | São Paulo, Brazil       |                                                           |
| pobjeda    | 5 : 0      | Dave Dalgliesh         | predaja (ključ na peti)                     | Fury Fighting Championship 1         | 27. rujna 2006.    | 1     | 1:05    | São Paulo, Brazil       |                                                           |
| pobjeda    | 4 : 0      | Claudio Godoi          | sudačka odluka (jednoglasna)                | Show Fight 4                         | 6. travnja 2006.   | 3     | 5:00    | São Paulo, Brazil       |                                                           |
| pobjeda    | 3 : 0      | Rodrigo Gripp de Sousa | tehnički nokaut (sudački prekid)            | Shooto: Brazil 9                     | 3. prosinca 2005.  | 2     | 1:14    | São Paulo, Brazil       |                                                           |
| pobjeda    | 2 : 0      | Flavio Polones         | nokaut (udarac)                             | Arena Combat Cup 2                   | 5. studenog 2005.  | 1     | N/A     | São Paulo, Brazil       |                                                           |
| pobjeda    | 1 : 0      | Rubens Xavier          | tehnički nokaut (nogom u glavu i udarci)    | Predador FC 1                        | 10. rujna 2005.    | 1     | 4:17    | São Paulo, Brazil       |                                                           |